# Ängagöl (Hults socken, Småland)
Ängagöl är en sjö i Eksjö kommun i Småland och ingår i Emåns huvudavrinningsområde.